# 이블 데드 (2013년 영화)
《이블 데드》(영어: Evil Dead)는 2013년 공개된 미국의 공포 영화이다. 샘 레이미의 동명 영화를 바탕으로 페데 알바레스 감독이 리메이크하였다.

## 출연

### 주연
- 제인 레비
- 실로 페르난데즈
- 제시카 루카스
- 루 테일러 푸치
- 엘리자베스 블랙모어

## 기타
- 원작자: 샘 레이미